# Iglesia de San Miguel (Buenos Aires)
La Iglesia de San Miguel Arcángel es un templo católico que se encuentra en el casco histórico de la ciudad de Buenos Aires, capital de la República Argentina. Se caracteriza por su única torre y su fachada decorada con mosaico veneciano. Es un Monumento Histórico Nacional y se encuentra en la calle Bartolomé Mitre, en el cruce con la calle Suipacha, en el barrio de San Nicolás.

## Historia

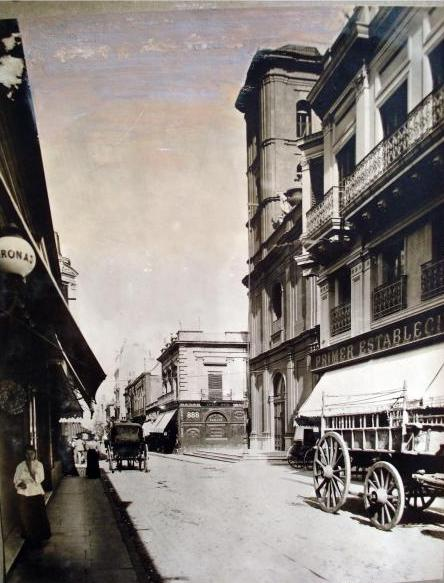
San Miguel, a fines del

El 13 de marzo de 1727, el gaditano Don Juan Guillermo González y Aragón, fundó en Buenos Aires la Hermandad de la Santa Caridad de Nuestro Señor Jesucristo, con la función de asistir a los menesterosos en la enfermedad y la muerte. En un primer momento la Hermandad trabajó en la Iglesia de San Juan Bautista (actuales calles Adolfo Alsina y Piedras), pasando luego al actual cruce de la avenida Independencia y la calle Tacuarí. Finalmente, adquirió un terreno al norte de la pequeña ciudad y allí González y Aragón investido sacerdote, organizó la construcción del primer templo hacia 1733. El terreno anterior fue vendido y allí está actualmente la Iglesia de Nuestra Señora la Inmaculada Concepción. 
La segunda capilla, ahora de mampostería, se comenzó en 1744 en el predio de la actual plaza Arlt. En el nuevo templo se instaló en el altar mayor una imagen de Nuestra Señora de los Remedios, originaria de Cádiz. 
En 1782 se comenzó la construcción del templo actual, bajo el título de Nuestra Señora de los Remedios, con la clásica planta colonial, inaugurado el 21 de noviembre de 1788. 
En el nuevo templo se instaló en el altar mayor una imagen de Nuestra Señora de los Remedios, originaria de Cádiz. En los terrenos se instalaron también el cementerio de Pobres y Ajusticiados, el Hospital de San Miguel y el Colegio de Huérfanos.
A la muerte de González y Aragón, en 1768, su hijo comenzó la construcción de un nuevo edificio que se inauguró el 21 de noviembre de 1788. La Hermandad se trasladó a la Iglesia de Nuestra Señora de Monserrat en 1791, conservando la Casa de Expósitos, el hospital y el orfanato para niñas. En 1822 el gobernador Bernardino Rivadavia clausuró la Hermandad, creando la Sociedad de Beneficencia y la Casa de Expósitos (luego Casa Cuna, actual Hospital Pedro de Elizalde).
En 1791, la Hermandad de la Santa Caridad de Nuestro Señor Jesucristo se mudó a la Iglesia Monserrat conservando la administración del hospital, el orfanato para niñas y la Casa de Expósitos. 
Durante las Segundas Invasiones Inglesas, la Brigada del General Lumley contaba con un ala izquierda cuya 5.ª columna estaba al mando del teniente coronel Duff. Este último avanzó por la calle de la Piedad (actualmente Bartolomé Mitre). Durante el juicio al General Whitelocke, Duff refirió: " …el enemigo comenzó un terrible fuego de fusil desde las casas opuestas. Habiendo perdido unos treinta hombres en esta entrada y, comprendiendo que era imposible forzar la puerta de la iglesia [ San Miguel Arcángel ] con las herramientas que nos habían entregado, juzgué prudente desistir y penetrar más en la ciudad esperando una posición más ventajosa".
"Al abandonar la entrada de la iglesia [ San Miguel Arcángel ] fuimos castigados con un fuego continuo. Después penetré en la ciudad hasta que juzgué que me hallaba cerca de la ciudadela. Viendo que había perdido tanta gente en la calle; que los cuatro oficiales de granaderos estaban heridos, que el Mayor, el Ayudante y el Cirujano Auxiliar habían sido muertos y que había perdido entre muertos y heridos de ochenta a cien hombres de mi débil columna , doblé a la izquierda y ocupé tres casas". Posiblemente haya doblado por la actual calle Maipú donde había casas desguarnecidas.
En 1822, Bernardino Rivadavia cerró la Hermandad, creando la Sociedad de Beneficencia. La Casa de Expósitos o Casa Cuna fue posteriormente llamada Hospital de Niños Pedro de Elizalde. La única torre de la Iglesia de San Miguel se terminó recién hacia 1853.
Entre 1912 y 1918, por iniciativa del Monseñor de Andrea la fachada del templo fue remodelada con mosaico veneciano y dotada de un estilo neorrenacentista, por el arquitecto y pintor italiano Augusto Ferrari.
En 1983, la iglesia fue nombrada Monumento Histórico Nacional mediante el decreto 2088. En 2003 el vicario general porteño demolió la histórica casa parroquial de la iglesia de San Miguel. Era una obra de 1860 de alto valor histórico y urbano.